# 시모네 반니
시모네 반니(이탈리아어: Simone Vanni, 1979년 2월 16일~)는 이탈리아의 전직 펜싱 선수이다. 주 종목은 플뢰레이며 2004년 하계 올림픽에서 남자 플뢰레 단체전 금메달을 획득했다. 또한 세계 선수권 대회에서 금메달 3개, 은메달, 2개, 동메달 1개를 획득했으며 세계 선수권 대회 개인전에서 2회 우승했다.